# Carex capillaris subsp. fuscidula
Carex capillaris subsp. fuscidula, podvrsta tanan šaša, biljne vrste iz porodice šiljovki. Raširena je po subarktičkim krajevima Euroazije i Sjeverne Amerike. Po životnom obliku hemikriptofit ili rizomski geofit.